# Shining Light
Shining Light è una canzone del gruppo alternative rock Ash, pubblicata come primo singolo dall'album Free All Angels.
Il singolo è stato pubblicato il 29 gennaio 2001 su CD e disco in vinile dalla Infectious Records, ed è stato uno dei maggiori successi degli Ash. Il brano infatti ha ricevuto il premio Ivor Novello Award nel 2001 nella categoria "Best Contemporary Song" e l'Irish Music Awards nel 2002 nella categoria "miglior singolo".
Il brano è stato oggetto di numerose cover, fra cui quella registrata dai Coldplay, Noel Gallagher e Annie Lennox. La canzone è inoltre stata utilizzata come sigla di chiusura dell'ultimo episodio della celebre serie televisiva statunitense Roswell.

## Tracce
CD1
1. Shining Light (Radio Edit) (Wheeler)
2. Warmer Than Fire (Ludwin)
3. Gabriel (Hamilton)

CD2
1. Shining Light (Album Version) (Wheeler)
2. Feel No Pain (Wheeler)
3. Jesus Says (Remix) (Hamilton/Wheeler)
4. Shining Light (Video)

7"
1. Shining Light (Album Version) (Wheeler)
2. Warmer than Fire (Ludwin)

Promo CD
1. Shining Light (Radio Edit) (Wheeler)

## Cover di Annie Lennox
Annie Lennox ha registrato una cover di Shining Light, pubblicata come primo singolo estratto dall'album The Annie Lennox Collection. Il video è stato presentato in anteprima da MSN music il 30 gennaio 2009.

### Tracce
UK Digital single
1. "Shining Light" (Radio edit) – 3:53

### Versioni ufficiali
- "Shining Light" (Album version) – 4:05
- "Shining Light" (Radio edit) – 3:53

### Charts
| Chart                 | Peak position |
| --------------------- | ------------- |
| UK Singles Charts     | 39            |
| Japan Singles Top 100 | 97            |